# Clyde Shipbuilding Company
Das Schiffbauunternehmen Clyde Shipbuilding Company in Port Glasgow und Greenock ging auf die Werft von Blackwood and Gordon zurück und  bestand etwa von 1852 bis 1978.

## Geschichte

### Blackwood and Gordon
Die Werft Blackwood and Gordon nahm um 1852 ihre Arbeit auf und begann nach wenigen Holzschiffen mit dem Bau eiserner Schiffe. Im Jahr 1865 baute sie ein 600-Tonnen-Schiff mit Schraubenantrieb. In den Jahren 1887 bis 1889 war die Werft geschlossen. 1890 erhielten die Dampfschiffe Vulcan und Vauban eine Dreifachexpansionsmaschine. Auf der Weltausstellung 1894 in Antwerpen stellte die Werft ein Schiffsmodell des 1886 gebauten 950-Tonnen-Dampfers Austerland aus. Nachdem Blackwood zum Ende des Bestehens seiner Werft Versuche unternommen hatte, das Unternehmen wieder in Gang zu bringen, übernahm die Clyde Shipbuilding Company im Jahr 1900 die Werft.

### Clyde Shipbuilding Company
Schon kurze Zeit nach der Übernahme durch die Clyde Shipbuilding Company, konnte die in der Nähe von Newark Castle angesiedelte Castle-Werft in Glasgow den Eingang neuer Bauaufträge verzeichnen. In den Jahren bis zum Ersten Weltkrieg baute die Werft eine Reihe von Schiffen für Reedereien aus Großbritannien, Dänemark und anderen Ländern. Britische und australische Reedereien erhielten in diesen Jahren auch Küstenpassagierschiffe. Von 1914 bis 1918 entstanden vier Kanonenboote und einige Standard-Schiffe.

### Neue Eigner
1919 wurde die Werft durch die John Slater Group übernommen und begann danach mit dem Entwurf größerer Schiffe als zuvor. In den 1920er Jahren bis 1928 baute die Werft elf größere Schiffe und einige Große-Seen-Schiffe. Als die John Slater Group 1927 im Zuge der Schiffbaukrise zusammenbrach, veräußerte sie den Schiffbaubetrieb an James Lamont, der diesen jedoch schloss. Aufgrund des heranziehenden Zweiten Weltkriegs eröffnete man die Werft 1938 wieder und nahm zunächst den Schiffsreparaturbetrieb auf.

### Nachkriegszeit
Ab 1946 nahm die Werft auch den Schiffbau wieder auf und baute verschiedene Schiffstypen für Reedereien aus Westafrika, Norwegen, Schweden und Schottland. In den 1950er Jahren erwarb die Werft sich einen guten Ruf beim Bau von Schleppern und kleinen Autofähren. Nachdem in der Nachkriegszeit über 70 Schiffe gebaut worden waren, beendete das Unternehmen im Jahr 1978 den Schiffbau in Glasgow und führte nur noch den Schiffsreparaturbetrieb mit zwei Trockendocks in Greenock fort. 1989 schloss jedoch auch dieses Unternehmen.